# Lars Rolf
Lars Anders Rolf født Rolf-Wetterstrand (født 29. maj 1923 i Stockholm, Sverige, død 15. februar 2001 sammesteds) var en svensk kunstmaler, tegner, grafiker og billedhugger.

## Biografi
Rolf var søn af revyskuespilleren Ernst Rolf og kostumedesigneren Gueye Rolf. Han studerede ved Carl Malmstens malerskole, Pernbys målarskola 1943-45 samt Kungliga Konsthögskolan 1945-50.
Han debuterede som landskabsmaler i 1951, men arbejdede også som tegner, grafiker og billedhugger. Rolf er repræsenteret på Moderna Museet og Nationalmuseum i Stockholm, Norrköpings konstmuseum og Kalmar konstmuseum.
Han var 1951-60 gift med kunstneren Lill-Marie Blomberg (1923-92) og 1979-81 med Marianne Dahlgren (født 1936).